# Hydrocyphon dudgeoni
Hydrocyphon dudgeoni es una especie de coleóptero de la familia Scirtidae.

## Distribución geográfica
Habita en Hong Kong (China).